# Rio Găureni
O Rio Găureni é um rio da Romênia, afluente do Bârlad, localizado no distrito de Iaşi e Vaslui.